# غازی‌پاشا
قاضی‌پاشا (به ترکی استانبولی: Gazipaşa) شهری است در کشور ترکیه که در استان آنتالیا واقع شده‌است. جمعیت این شهر بر اساس سرشماری سال ۲۰۰۸ میلادی ۲۱٬۴۱۵ نفر و بر اساس برآوردهای سال ۲۰۰۹ میلادی ۲۲٬۶۸۱ نفر می‌باشد.

## نگارخانه

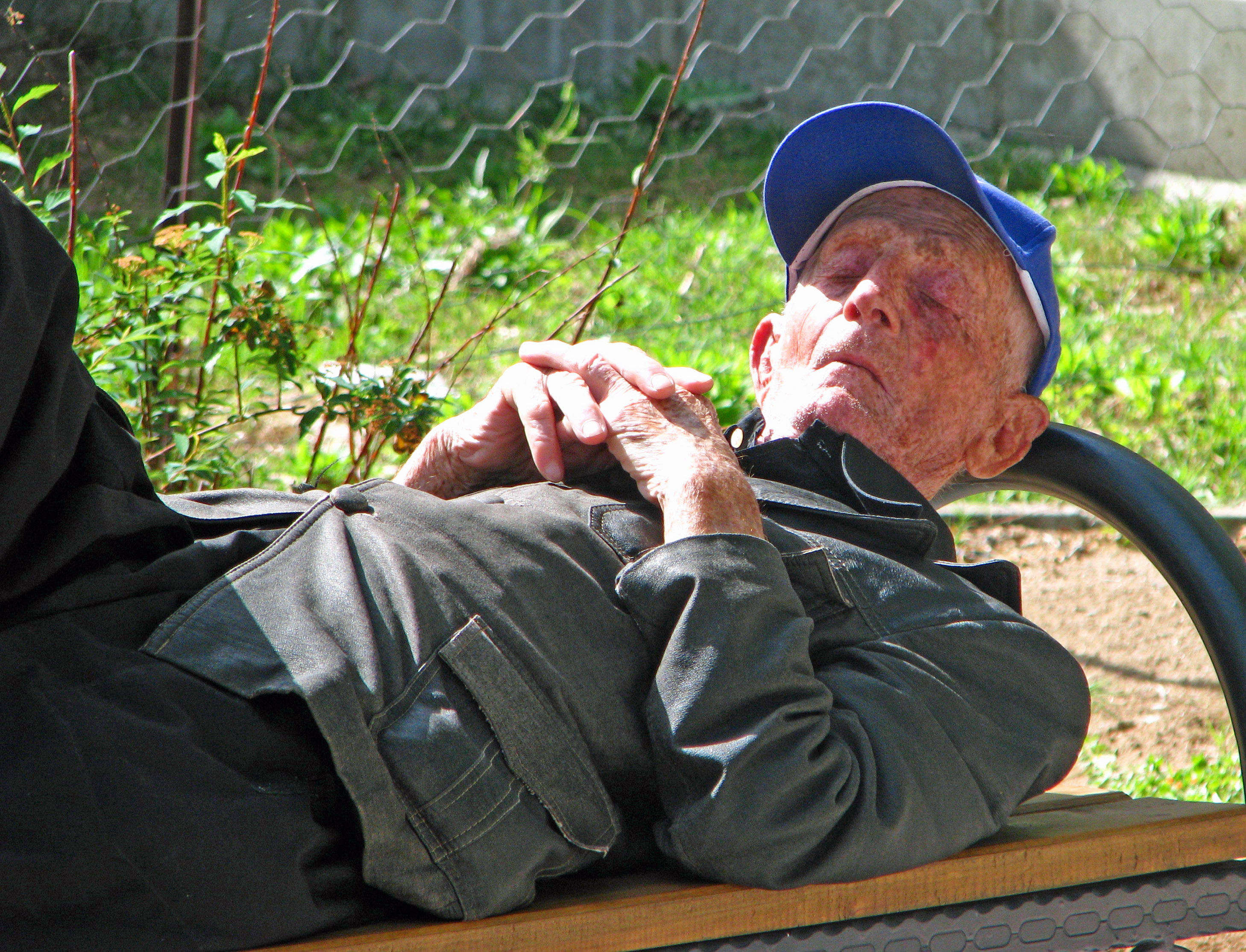